# あかね色に染まる坂
『あかね色に染まる坂』（あかねいろにそまるさか）は、fengから2007年7月27日に発売されたアダルトゲーム。2008年8月14日にGN SoftwareよりPlayStation 2版『あかね色に染まる坂 ぱられる』が発売。2009年12月17日にはPlayStation Portable版『あかね色に染まる坂 ぽーたぶる』が発売。
パッケージ・公式サイトでのキャッチコピーは「全国2000万のツンデレファンとわりとそんなでも無い人達に贈るドラマチックツンデレ許嫁&妹AVG」。PS2版、PSP版公式サイトは「ツンデレ系学園恋愛アドベンチャー」。
また、2008年10月よりテレビアニメが放送された。
2011年2月3日には、株式会社ジャックインザボックスのウェブサイト「禁断のギャルゲー」より携帯電話アプリゲーム版『あかね色に染まる坂』（アダルトゲーム版から性交渉シーンを除去したもの、キャラクター音声なし）が配信開始された。同サイトではこの他に『あかね色に染まる坂ブロック崩し』と『あかね色に染まる坂麻雀』というゲームも配信されている。

## 概要
feng第5作。前作『青空の見える丘』から1年後の私立ファミーユ学園の姉妹校を舞台にしている。青空の見える丘のサブヒロインだった橘ミコトが攻略可能ヒロインとして登場している。
PS2版では、主人公・準一がアニメ版と同じ声優でフルボイス化され、大まかにあかね編（優姫・湊）、ゆうやけ編（つかさ・ミコト・華恋）、たそがれ編（観月・なごみ）の3つのルートがあり、あかね編のどちらかを攻略することにより、ゆうやけ編・たそがれ編が攻略可能となる。また、PS2版は多くのコンシューマ移植作品に見られるような「既存の作品に追加要素をプラスする」という形式ではなく「既存の作品を改変しつつ追加要素をプラスする」という形式であり、PC版で描かれた部分もストーリー展開や設定が異なっており、単なる移植作品ではなくリメイク作品に近い。PSP版はPS2版の移植で内容は同じである。
舞台は、東京都大田区の田園調布駅周辺がモデルとされている。
以降はPC版はPC版、PS2・PSP版はCS版、テレビアニメはアニメ版と表記する。

## あらすじ
PC版
私立アミティーエ学園に通う主人公・長瀬準一は妹と共に平凡な日常を歩いているはずだった。そんなある日、バイクに乗った暴漢に襲われそうな少女を助けるためにファーストキスを奪ってしまった準一は、当然のように逆恨みされてしまう。
翌日、準一のクラスに転校生が現れるがその転校生こそが準一がひどい目に遭わされた片桐優姫という片桐財閥のお嬢様だった。その夜、準一の父から電話が掛かってきてその内容に驚愕する。それは優姫が親同士が決めた許婚であるということだった。最悪の出会いのせいでお互いに犬猿の仲の2人に準一の父はある提案を出す。それは来年まで休日にデートをした証 として笑顔ツーショット写真を撮り、お互いが恋愛感情を抱かなければ許婚関係は破談になるという内容だった。
CS版
私立アミティーエ学園に通う主人公・長瀬準一は高台にある夕陽丘公園から見える綺麗な夕焼けと、夕焼けに染まる街並みを見るのが大好きだった。ある日、準一はその公園で口論をする少女とその父親らしき男に出会う。その少女・片桐優姫は突然準一の腕を掴むと見ず知らずの準一のことを恋人だと言い、婚約の解消を父親に訴えた。訝しんだ父親は、「本当の恋人ならばキスくらいできるだろう」と切り出してくる。戸惑う優姫をよそに、空気を無駄に読んだ準一は優姫に唇を重ねるが、その考えは甘く、父親から聞かされた「その、長瀬準一君こそが、優姫の婚約者その人だぞ」という言葉に驚愕する。
知らない間に進められていた縁談。しかもその当人にはキスのせいで嫌われる始末。それにもかかわらず準一の父親の「学年が変わるまで共に過ごし、それでも恋愛感情が芽生えなければ婚約の解消を認める」という強引な提案をなりゆきで承諾させられ、微妙な関係のまま準一と妹・湊の暮らす家に優姫も同居することになる。
2学期の始業式の日。それまで穏やかだった準一の生活は、この日を境に大きな変化を迎えることになった。

## 登場人物
※担当声はPC版 / CS（コンシューマー）版・アニメ版の順。
長瀬 準一（ながせ じゅんいち）
声 - なし / 羽多野渉
誕生日：3月31日（おひつじ座） 身長：184cm
今作の主人公。一見明るくおちゃらけた3枚目の印象だが、やさしく、困っている人を放っておけない性格。かつてはヤンキーで金髪だった。その時の通り名は「ジェノキラー」（ジェノサイドとキラーの複合語）だった（その頃の恥ずかしいエピソードは多々あるがそのほとんどが中二病の類である）が、湊によって今は引退している。表向きの理由は「バイクが買えない」から。
（PC版）時折原因不明の激しい全身の痛みに襲われることがあり、かつては療養のために“不思議な巫女さんと姉妹のいる田舎の神社”に預けられていたこともある。珍妙なネーミングセンスは父親譲り。
（CS版）ほぼPC版と同様だがミコトのシナリオの変更に伴い全身の痛みに襲われることは無くなっている。
（アニメ版）父親について行くことに反対し、幼いころに分かれたことで妹の湊のことに対し、若干シスコン気味なようになっている。湊が帰ってくるまでの間は暫くの間、一人で暮らしていた。

### メインヒロイン
片桐 優姫（かたぎり ゆうひ）
声 - 風音 / 釘宮理恵
誕生日：不明 身長：153cm スリーサイズ：79 (B) /55/82 血液型:A型
片桐財閥のお嬢様。つかさが初めに「姫」と呼んだことから、クラスメイトには「姫」と呼ばれている。準一からは「見たことがないほどの美少女」と評される。
世間のことはまったく知らず、箱入り娘状態だった。
幼い頃から習い事漬けで、ある日一度だけ抜け出して河岸の公園へと訪れた際に準一と出会った。これが優姫の初恋である（このことは現在も覚えており、一方の準一はその少女が優姫だとは思っていなかったため覚えていない）。
冬彦曰く、会長たちの卒業後は湊と人気を二分する勢い。
PC版、CS版で大きな変更は無いが、自身のルートでは冬彦との婚約は無くなっており、花嫁衣装は写真撮影のために着ただけである。
（アニメ版）準一と初めて出会ったのは、優姫が父親から許婚の話を聞いて準一のことを見定めるために訪れた時に道端で二人組みの男に絡まれていた時だった。ボタンがあると押したくなるらしい。口癖のように準一に対して「死なす」と言っている。
長瀬 湊（ながせ みなと）
声 - 水沢光 / 平野綾
誕生日：5月2日（おうし座） 身長：162cm スリーサイズ：83 (C) /57/84 血液型:O型
主人公の1つ年下の実妹。学園ではクールに振舞うが兄の準一にはデレな面も見せる。だいたいツン3割、デレ7割といった感じで理想のツンデレキャラクター。準一のことなら何でもわかり、準一からも「俺専門のエスパー」とまで評される。文武両道、容姿端麗、誰にでも分け隔てなく接する為、よく異性から告白される（準一曰く、その分け隔て無い性格ゆえ自分にだけ優しいと思いこむ男が多いらしい）が、準一への想いの強さゆえに全て断っている。
（PC版）幼い頃は準一とは別居しており、その後一端同居するも、準一が野外へ連れ出した際に失踪。その後また別居するも数年前より二人暮らしを始めている。
（CS版）幼い頃から病弱で表にあまり出られ無かった。準一がさりげなく言った好みのタイプを意識するなど、当時から準一への思いは強かった。テニスを始めたのも準一の言動故である。PC版とは異なり、ずっと同居である。
他のルートでは準一に自分の想いを打ち明けて準一の前から消えようとするがいずれも失敗する。なお各ヒロインに（準一のそばにずっといるという意味で）一番強い恋のライバルと称されている。
（アニメ版）幼いころは物心のつかないうちに両親に連れられ世界中を旅していた。その最中に基本的なサバイバル技術を学んだらしい。血のつながりのない義妹と思われる描写がある。
炊事・洗濯といった面で準一をサポートしてくれる。料理の腕前はジャングル仕込みらしいが、視覚のみで野菜の判別（有機野菜か否か）や船上パーティーの際にマグロの解体ショーを行ったりとおよそジャングルとは無縁のものまで出来る。テニス部に所属している。特にもてている様子も見られず、ツンデレな部分が少なくなっている。
冬彦曰く、会長たちの卒業後は優姫と人気を二分する勢い。
次回作である『星空へ架かる橋』にゲスト出演している。2年に進級しており、テニスも続けていることがわかる。去り際に一馬に対し「同時攻略は厳禁ですよ」というセリフを残している。「星空へ架かる橋AA」においては準一と恋仲になった後のシナリオがあり、父親の計らいにより「よろづよ」に宿泊することになる。後日談なので基本的にはデレ状態だが、観月が電話に出るとツン状態になりそのままシナリオが終了する。
霧生 つかさ（きりゅう つかさ）
声 - 本山美奈 / 井上麻里奈
誕生日：11月28日（いて座） 身長：165cm スリーサイズ：92 (E) /60/91 血液型:B型
主人公の幼馴染でいわゆる腐れ縁。
学生会直属の放送委員会に所属し、新聞部部長でもある。その立場を利用して観月や冬彦から情報を仕入れている。
（PC版）女学生らしからぬ言動で準一をからかうなど、性格は到って陽気。
（CS版）幼い頃からアイドル声優を目指しており、独学でその勉強もしている。PC版と異なり、準一と互いを異性として意識している。また、言葉遣いもPC版に比べて男性らしさが薄くなり、より女性らしいものになっている。
（アニメ版）報道部部長だが自分で作ったので部員は現在つかさのみ。準一に好意を持っているようだがめったにその素振りは見せない。
白石 なごみ（しらいし なごみ）
声 - みる / 広橋涼
誕生日：7月21日（かに座） 身長：144cm スリーサイズ：75 (A) /53/78 血液型:O型
後輩の毒舌電波系1年生。歯ブラシ・耳掻き・鍵など、様々な物を武器とする。「なんですかもう」が口癖。
（PC版）片桐財閥の「急進派」の1人で、某弱小派閥所属。準一と優姫の婚約を解消させそれを手土産により強力な派閥と合流するために準一を狙うが、準一を認め手を引く形となる。
（CS版）裏世界のエージェント（本人曰く「何でも屋」）。片桐の関係者から準一の監視と婚約の解消を依頼されるが、早々に手を引く。準一やその仲間との交流により、年頃の少女らしくなっていくが、毒舌とピントのずれた会話は変わらず。ルートに入ってからの内容はPC版と同じである。
(アニメ版)物語当初から時々出現しては謎の言葉を残したりしており、準一と優姫のことを誰かに報告している。煙をて変身したり手を振りかざし火を消すなど常人離れしたことをしている。またクレーン車を操縦していた。最終回では人類ではないようなことを言っていた。
椎名 観月（しいな みつき）
声 - 森谷実園 / 田中理恵
誕生日：5月27日（ふたご座） 身長：157cm スリーサイズ：86 (D) /57/86 血液型:AB型
現生徒会長だが電卓を使っても計算を間違えてしまうため、仕事は冬彦ら他の生徒会に任せている。アミティーエ学園三大美女の一人で、生徒に多くのファンを持つ。準一も当然のごとくファンである。
（PC版）片桐財閥の「革新派」の1人で、劇中に幾度も聞く策略家「見えざる手」の張本人。学園内外で起こる数々の事件のほぼ全ては彼女が裏で糸を引いている。しかし全ての策を準一の突発的な行動力によって破られ、結果として準一に強い興味を持つようになっていく。
父親がテロなどを首謀する名のある犯罪者であり、その事実が物語にも陰を落としている。飛行機の事故により既に他界している。
（CS版）PC版と同様に「見えざる手」その人（片桐グループの関係者ではなく、裏世界で有名な策略家の呼び名）だが、物語開始時点ですでに引退している。幼い頃から裏の世界にいたためか、自分は感情が乏しいと思っており、それを「透明な心」と評している。準一と過ごすうちに、その「透明な心」に色がついていくことを感じている。過去に某組織を壊滅するために準一の父である「あの長瀬氏」を利用したこともある。
祖母がフランス人であるため、彼女自身はクォーターである。幼少期はパリで過ごしていたため、英語・フランス語・スペイン語・イタリア語なら理解できるという。
PC版とは異なり、父親は捜査二課の刑事であり、既に他界している点のみ一致する。
（アニメ版）前述の二つのどちらとも大きく異なっている。準一を気に入っており、時々好意を持っているような描写がある。なごみの正体とやっていることに気づいていた。
橘 ミコト（たちばな みこと）
声 - 佐本二厘 / 葉月絵理乃
誕生日：9月3日（おとめ座） 身長：153cm スリーサイズ：81 (B) /55/81 血液型:B型
『青空の見える丘』のサブヒロイン。
アミティーエ学園三大美女の一人。
（PC版）彼女だけシナリオは別にあり、他のキャラクターを攻略して初めてルートが開通する。準一が幼い頃優姫とは別に出会い遊んだ幼馴染の女の子で、お互いに初恋の相手。前作と同様にツインテールでありながらリボンが片方のみなのは、もう片方は準一に預けているため。かつて湊を庇い交通事故に遭い、湊が失踪した原因の一つとなる。その際準一が自らの能力を用い「痛み」を肩代わりした。その「痛み」を返してもらうためひいては準一を救うため、再び準一の前に現れる。自身のシナリオ以外だと夜の学校に一度だけ姿を見せるだけである。
（CS版）物語開始当初から登場。幼い頃に準一と出会ったのはPC版と変わらず。観月と仲が良く、生徒会の仕事を手伝うことも多い。かつてはプロ入りを有望視されるほどのテニス選手だったが、転校前に起きたある出来事を引きずっており、そのせいでテニスをやめてしまった。そのことを知った準一は、理由を知らぬまま何とか解決しようと奔走する。PC版で隠しヒロインだった名残か他のヒロインに比べて若干、攻略難易度が高く、作中でも彩がミコトの攻略難易度の高さを示唆している。PC版と同じく片方のリボンが無く、そのリボンを持っているのは準一である。前作で「好みのタイプはロマンスグレー」と語っていたのも準一が関係している。
（アニメ版）他のヒロインと違い純一に好意を寄せている様子は見られない、イメージソングが存在しないなどサブヒロインのような扱いになっている。
PC版・CS版いずれにおいても準一に前の学校の制服を披露している。また、彼女のテーマソングは前作のOPテーマでもある「青空の見える丘」である。
綾小路 華恋（あやのこうじ かれん）
声 - なし / 加藤英美里
誕生日：8月30日（おとめ座） 身長：160cm スリーサイズ：84 (B) /56/82 血液型:AB型
CS版（PS2版）『ぱられる』より登場のオリジナルヒロイン。（PSP版「ぽーたぶる」、テレビアニメ版にも登場）片桐家と肩を並べるほどの富豪・綾小路家の令嬢。華恋の信者のような生徒たち（青梅・黄山・赤川）が取り巻いており、色々と華恋の世話を焼いている。ぱっと見は勝気で強気だが根はお人好しで、天然ボケなところもあり憎めない性格。しかし、お嬢様的な価値観が災いして時に無神経な発言をしてしまうこともある。物語の最初から準一に好意を抱いている。
（アニメ版）上記とほぼ同じ設定となっているが、信者は存在せず（しているかもしれないが劇中で触れられていない）、準一に対しての想いについて優姫にライバル宣言している。

### サブキャラクター
西野 冬彦（にしの ふゆひこ）
声 - 空乃太陽 / 石田彰
誕生日：12月25日（やぎ座） 身長：178cm
主人公の親友。二枚目だが、言動はマニアックなものが多い。また学生会副会長である。学園の女子の間ではよく準一と冬彦をカップリングして妄想されている。
（PC版）片桐財閥の「革新派」の1人にして、同財閥と並ぶ日本有数の大財閥・鈴瀬財閥会長の隠し子。ただし、ストーリー開始時点では、本人はそのことを知らない。冒頭で観月の指示によってバイクに乗って優姫を恐怖に陥れようとするも、結果的に準一と引き合わせるきっかけを作ってしまった。なお前作の諏訪ののかは鈴瀬財閥の一人娘である。優姫ルートでは優姫と結婚式を挙げるが、お互いにする気はさらさらなく冬彦自身は準一が来ることを見越していた。
（CS版）観月と同じくすでに裏世界からは引退している。あまり劇中で多くは語られないが、準一と出会い、交流を持ったことにより、「自分らしく生きる」ことを目指すようになった模様。優姫ルートでも結婚式を挙げることは無い。
（アニメ版）準一が精神的葛藤の中にいると、その深層心理に語りかけてはその成り行きを見て楽しんでいる。さらに準一が悩むたびに『ルール』と言ってけしかけている。
杉下 清次郎（すぎした せいじろう）
声 - 青島刃 / 小山力也
誕生日：5月14日（おうし座） 身長：194cm
主人公のクラスの担任。かつては関東以北の暴走族を束ねるバリバリのヤンキーだった。
（PC版）彼もまた片桐財閥の関係者、厳密には準一の父の部下（過去に何かあり、唯一頭が上がらない相手らしい）である。
（CS版）れっきとした教師。その男気あふれる言動で、準一に的確なアドバイスをくれる。
（アニメ版）アパートの室内でバイクのエンジンをふかしたり、準一たちの行くところに引率としてついていって女性を口説いていたりと教師にあるまじき行為を起こしている。若いころは戦闘機のパイロットを目指していたらしい。
藤宮 彩（ふじみや さい）
声 - 加賀ヒカル / 小林ゆう
誕生日：3月3日（うお座） 身長：158cm スリーサイズ：86 (D) /58/85
時折現れる黒いゴスロリのワンピースとリボンで女の子にしか見えない不思議な少年。相手が男性のときは「僕」、相手が女性のときは「俺」と、一人称を使い分ける。
前作の登場人物・藤宮翠と藤宮聖の従弟。
彩をミコトに紹介したのは前作の藤宮翠。
CS版ではもっぱら語り部として登場し、物語に絡んでくることはない。ミコトルートで姿を見せるがPC版とは違いキーキャラクターでは無い。
二条 亜矢（にじょう あや）
声 - 真南六実 / 福原香織
誕生日：10月10日（てんびん座） 身長：155cm スリーサイズ：82 (B) /56/84
眼鏡をかけた無口な先輩。観月の親友であり、杉下清次郎は従兄弟。アミティーエ学園三大美女の一人でもある。
（CS版）かつては名うての情報屋だったが、現在は観月同様足を洗っている。
観月に足を洗うように提案したのは彼女である。
CS版ではPC版の観月ルートの終盤での準一の父親の一部の役割を担っている。
OVAでは他のヒロインと共に、ナレーションによる紹介シーンが存在する。
白石 ゆとり（しらいし ゆとり）
声 - 青川ナガレ / 広橋涼
誕生日：4月24日（おうし座） 身長：152cm スリーサイズ：75 (A) /54/80
なごみの双子の妹。性格は正反対だが外見は瓜二つ。
アニメ版最終話やOVAにも登場している。
（PC版）姉であるなごみを裏方職業から辞めさせるべく独自に行動していたが、最終的に準一を誘拐せんとする急進派に利用され、あらぬ濡れ衣を着せられる所だった。
（CS版）裏世界から辞めさせようとしていたのは同じだが、独自には行動しない。ある日、買い物をしていたら武藤弥生に会って携帯電話を取られてしまう（本人は気付かなかった）。エンディングでは準一に対して好意と思われるセリフを（小さい声で）言っている。
よっちゃん
声 - 澄田まりや / 豊崎愛生
誕生日：10月27日（さそり座） 身長：156cm スリーサイズ：84 (B) /56/85
湊の友人であり、テニス部の部員。テニス部における実力は湊に次ぐほどのもの。「よっちゃん」というニックネーム以外一切が不明。本名さえわからず、本編でそのことが何度かネタにされている。PC版においては立ち絵がなかったが、CS版「ぱられる」において追加され、アニメ版最終話にも登場した。
次回作である『星空へ架かる橋』にゲスト出演している。声は「YOCCHAN」。そのファンディスク「星空へ架かる橋AA」では攻略キャラクターになっている。
長瀬氏（ながせし）
声 - なし / コング桑田
誕生日その他情報不明。
多くの主に裏社会の人々から「あの長瀬氏」、「長瀬氏」などと言われている。
本名などは語られていなく謎が多い人物。準一は親父、湊はパパと呼んでいる。「パパと呼んでくれ」と湊に頼んでいる場面もある。
家族である準一や湊もどんな仕事をしているかは分かっていない。自称冒険家。
いろんな業界に知人がいて、準一たちの保護者サインはその知人がしている（常に家にいないため）。
毎日湊の写真を見ていて、湊の顔を見るだけにたまに帰宅することがある。たまに電話をかけてきて準一に無理難題を押し付ける。
無理なものは湊がとめている。
母と共に世界旅行に出ている。本編では母は登場してこない。
（アニメ版）父が主に戦闘、母は主にバックアップといった具合で活動しているエージェント。子供達のことを大切に思っており、誕生日プレゼントを買うために任務を放棄する（それでも後始末はつけていた）など親バカな一面が見られた。
武藤 弥生（むとう やよい）
声 - なし / 真田アサミ
PC版・CS版いずれにおいても白石なごみルートに登場する。PC版では弱小では無いと証明するため、CS版では長瀬氏に復讐する目的で準一を襲うも準一の行動力となごみが準一を助けるために行動にしたことにより失敗する。
CS版では立ち絵が存在する。

## 展開
前作『青空の見える丘』と同じように基本的には1話完結のストーリーで進む。各話終了後にサイドエピソード、次回予告が挿まれる。
CS版は次回予告なし。

## スタッフ
- プロデューサー - 上様
- キャラクターデザイン・原画
  - 和泉つばす - 優姫、観月、ミコト、他
  - 涼香 - 湊、なごみ、他
  - なちゅらるとん - つかさ、他
  - あおいまなぶ - 華恋
  - 澤野明 - ミニキャラ
- シナリオ - サイトウケンジ

## 主題歌
PC版
オープニングテーマ「せつなさのグラデイション」
作詞 - 畑亜貴 / 作曲 - 冨田暁子 / 編曲 - 藤田淳平 (Elements Garden) / 歌 - 橋本みゆき
エンディングテーマ「あかね色に染まる坂」
作詞 - 畑亜貴 / 作曲・編曲 - 野中“まさ”雄一 / 歌 - ちかちゃん
CS版
オープニングテーマ「あかねの坂」
作詞 - ヤマグチノボル / 作曲 - 橋本みゆき / 編曲 - 鈴木マサキ / 歌 - 橋本みゆき
エンディングテーマ「Here To Stay」
作詞 - 桑島由一 / 作曲・編曲 - 景家淳 / 歌 - 橋本みゆき

## アニメ

### テレビアニメ
UHFアニメの形態で2008年10月から12月まで、全12話が放送された。

#### スタッフ（テレビアニメ）
- 原作 - feng
- 監督 - 元永慶太郎
- シリーズ構成 - 上江洲誠
- キャラクターデザイン - 平山まどか、堀井久美
- 総作画監督 - 原将治
- プロップデザイン - 岩畑剛一
- 美術監督 - 下山和人
- 色彩設計 - 鈴城るみ子
- 撮影監督 - 笠井亮平
- 編集 - 櫻井崇
- 音響監督 - 蝦名恭範
- 音楽 - 末廣健一郎
- 音楽プロデューサー - 伊藤善之
- プロデューサー - 伊藤誠、後藤政則、上様、小池克実、小谷哲子
- 制作プロデューサー - かわいKSK、坂部久明
- アニメーション制作 - ティー・エヌ・ケー
- 製作 - 私立アミティーエ学園登山部（マーベラスエンターテイメント、エイベックス・エンタテインメント、feng、ランティス、ポニーキャニオンエンタープライズ）

#### 主題歌（テレビアニメ）
オープニングテーマ「初恋パラシュート」
作詞 - 畑亜貴 / 作曲 - 田代智一 / 編曲 - 原田勝通 / 歌 - 橋本みゆき
エンディングテーマ
※使用された回については#各話リストを参照。
「Sweet Gift」
作詞 - こだまさおり / 作曲・編曲 - 渡辺拓也 / 歌 - 片桐優姫（声：釘宮理恵）
「Confusion…」
作詞 - こだまさおり / 作曲 - 上田晃司 / 編曲 - 草野よしひろ / 歌 - 白石なごみ（声：広橋涼）
「少女テストは難しい」
作詞 - 畑亜貴 / 作曲 - 松下貴司 / 編曲 - 鈴木マサキ / 歌 - 綾小路華恋（声：加藤英美里）
「茜色 hometown」
作詞 - こだまさおり / 作曲 - 吉田勝弥 / 編曲 - 安岡洋一郎 / 歌 - 片桐優姫（声：釘宮理恵）
「Cherry pink mystery」
作詞 - 畑亜貴 / 作曲・編曲 - 橋本由香利 / 歌 - 綾小路華恋（声：加藤英美里）
「Make a miracle!」
作詞 - こだまさおり / 作曲 - 吉田勝弥 / 編曲 - 安藤高弘 / 歌 - 椎名観月（声：田中理恵）
「ラブダイビング」
作詞 - 畑亜貴 / 作曲 - 福本公四郎 / 編曲 - 鈴木マサキ / 歌 - 霧生つかさ（声：井上麻里奈）
「Chu.chu.ru.の約束」
作詞 - こだまさおり / 作曲 - 上田晃司 / 編曲 - 菊谷知樹 / 歌 - 椎名観月（声：田中理恵）
「目覚めない wish…」
作詞 - こだまさおり / 作曲 - 星一生 / 編曲 - 伊藤俊 / 歌 - 長瀬湊（声：平野綾）
「ai・ココカラ」
作詞 - こだまさおり / 作曲 - 星一生 / 編曲 - 和教 / 歌 - 長瀬湊（声：平野綾）

#### 各話リスト
| 話数 | サブタイトル               | 脚本                | 絵コンテ            | 演出                | 作画監督            | エンディング曲      |
| ---- | -------------------------- | ------------------- | ------------------- | ------------------- | ------------------- | ------------------- |
| 1    | あかね色のファーストキッス | 上江洲誠            | 元永慶太郎          | 元永慶太郎          | 原将治              | Sweet Gift          |
| 2    | あかね色のアプローチ       | 柿原優子            | 古川順康            | 則座誠              | 末廣直貴            | Sweet Gift          |
| 3    | 怪奇色のスクリーム         | 中村浩二郎          | 田中宏紀            | 四辻たかお          | 松下純子 島田さとし | Confusion…          |
| 4    | 藍色のマッドパーティ       | 柿原優子            | 古川順康            | 矢花馨              | 中島美子            | 少女テストは難しい  |
| 5    | あかね色のファーストデート | 上江洲誠            | こでらかつゆき      | 元永慶太郎          | 小宮山由美子        | 茜色 hometown       |
| 6    | 山吹色のモンターニュ       | 中村浩二郎 上江洲誠 | 小林孝志            | 中川聡              | 李政權              | Cherry pink mystery |
| 7    | 鋼色のフェスティバル       | 日暮茶坊            | 則座誠              | 則座誠              | 森前和也            | Make a miracle!     |
| 8    | 黄昏色のデザイア           | 秋月ひろ            | やまざきかずお      | 橋口洋介            | 佐野英敏 平田卓也   | ラブダイビング      |
| 9    | あかね色のバースディ       | 柿原優子            | 元永慶太郎 伊藤真朱 | 元永慶太郎 布施康之 | 藤田正幸            | Chu.chu.ru.の約束   |
| 10   | あかね色のコンフュージョン | 上江洲誠            | こでらかつゆき      | 小林浩輔            | 中島美子            | 目覚めない wish…    |
| 11   | あかね色のパズルメント     | 柿原優子            | 柳沢テツヤ          | 則座誠              | 小宮山由美子 湯川純 | 目覚めない wish…    |
| 12   | あかね色に染まる坂         | 上江洲誠            | 元永慶太郎          | 元永慶太郎          | 原将治              | ai・ココカラ        |

#### 放送局
| 放送地域   | 放送局     | 放送期間                      | 放送日時                     | 放送系列       | 備考             |
| ---------- | ---------- | ----------------------------- | ---------------------------- | -------------- | ---------------- |
| 千葉県     | チバテレビ | 2008年10月3日 - 12月19日      | 金曜 1:00 - 1:30（木曜深夜） | 独立UHF局      |                  |
| 東京都     | TOKYO MX   | 2008年10月4日 - 12月20日      | 土曜 1:30 - 2:00（金曜深夜） | 独立UHF局      |                  |
| 京都府     | KBS京都    | 2008年10月4日 - 12月20日      | 土曜 1:30 - 2:00（金曜深夜） | 独立UHF局      |                  |
| 埼玉県     | テレ玉     | 2008年10月7日 - 12月23日      | 火曜 1:30 - 2:00（月曜深夜） | 独立UHF局      |                  |
| 中京広域圏 | メ〜テレ   | 2008年10月9日 - 12月25日      | 木曜 2:50 - 3:20（水曜深夜） | テレビ朝日系列 |                  |
| 日本全域   | AT-X       | 2008年10月16日 - 2009年1月1日 | 木曜 9:00 - 9:30             | CS放送         | リピート放送あり |

また、2008年10月1日にはニコニコ動画のニコニコアニメチャンネルにて第1話が先行放送された。

### OVA
『あかね色に染まる坂 ハードコア OVAですよっにいさん!!』のタイトルで、2009年6月26日に発売された。メインキャラクターたちが無人島に行くエピソードで、テレビでは流せないようなキワどいシーンもある。『超機動要塞ビッグジェノキラー』の短編映像も収録。
スタッフ
メインスタッフはテレビアニメと同様。
- 脚本 - 九頭竜
- 絵コンテ・演出 - 元永慶太郎
- 作画監督 - 原将治

オープニングテーマ「初恋パラシュート」
エンディングテーマ「ワタシと彼の事情」
作詞 - こだまさおり / 作曲・編曲 - 菊谷知樹 / 歌 - 白石なごみ（声：広橋涼）

## 関連商品

### CD
いずれもランティス発売。
- あかね色に染まる坂 オリジナルサウンドトラック『Gradation!』
  - 2007年10月31日発売。
- 『Brilliant Moment』
  - PS2版OP主題歌「あかねの坂」収録。
  - 2008年8月9日発売。
- TVアニメOP主題歌『初恋パラシュート』
  - 2008年10月22日発売。
- あかね色に染まる坂 キャラクターソング
  - 2008年11月5日〜同年12月25日に全6タイトル発売。詳細は上記項目を参照。
- TVアニメ あかね色に染まる坂 オリジナルサウンドトラック
  - 2009年1月21日発売。
- TVアニメ あかね色に染まる坂 オリジナルドラマ
  - 2009年3月25日発売。
- 『Double Flower』
  - PS2版ED主題歌「Here To Stay」収録。
  - 2009年9月25日発売。

### 小説
ハーヴェスト出版
- あかね色に染まる坂 〜なごみマニアックス〜 ISBN 978-4-434-11325-3
  - 2007年12月15日発売。著：水碕睦月、表紙：澤野明、挿絵：悠稀れい
  - MG Type仕様になっており、「紅蓮に燃える札」というミニゲーム用の駒（カード）が付属している。
  - 同社のライトノベルレーベル・なごみ文庫とは無関係で、こちらはHARVEST NOVELSレーベルでの刊行。

キルタイムコミュニケーション（いずれも著者は真慈真雄、挿絵はピエ〜ル☆よしおとなっている）
- あかね色に染まる坂 長瀬湊の恋色 ISBN 978-4-86032-539-8 2008年2月29日発売。
  - 実質的な廉価版である文庫版が2009年1月31日に発売された。表紙やピンナップは上記と異なる。ISBN 978-4-86032-681-4
- あかね色に染まる坂 片桐優姫の恋色（文庫） ISBN 978-4-86032-682-1 2009年2月28日発売。
- あかね色に染まる坂 白石なごみの恋色（文庫） ISBN 978-4-86032-799-6 2009年11月25日発売。

### 漫画
- あかね色に染まる坂
  - 月刊コンプエース（角川書店）2008年8月号から2009年6月号まで連載。漫画：酒月ほまれ
    1. 2008年12月26日発行 ISBN 978-4-04-715151-2
    2. 2009年5月26日発行 ISBN 978-4-04-715243-4

### 書籍
- あかね色に染まる坂 オフィシャルファンブック
  - 2008年2月29日にブロッコリーより発売。
- TVアニメ あかね色に染まる坂 ビジュアル・ガイドブック ISBN 978-4-86176-639-8
  - 2009年3月13日にジャイブより発売。

### その他
- マイクロファイバーバスタオル
  - 前述のメインヒロインをあしらったバスタオル。
- ツンデレ出没注意Tシャツ
  - 黄色一色のTシャツに片桐優姫が描かれている。

コミックマーケットなどのイベントで販売されたグッズも多数あり。